# لارس هانسون
لارس هانسون (بالسويدية: Lars Hanson)‏ هو ممثل سويدي، ولد في 26 يوليو 1886 في غوتنبرغ في السويد، وتوفي في 8 أبريل 1965 في ستوكهولم في السويد. من الجوائز التي نالها جائزة أوجين أونيل ‏.

## أعمال

### أفلام
- (1916) الأجنحة

## جوائز
- جائزة أوجين أونيل [الإنجليزية]‏

## وصلات خارجية
- لارس هانسون على موقع IMDb (الإنجليزية)
- لارس هانسون على موقع أول موفي (الإنجليزية)
- لارس هانسون على موقع قاعدة بيانات برودواي على الإنترنت (الإنجليزية)
- لارس هانسون على موقع قاعدة بيانات الأفلام السويدية (السويدية)
- لارس هانسون على موقع قاعدة بيانات الفيلم (الإنجليزية)
- لارس هانسون على موقع كينوبويسك (الروسية)